# Suniops blandus
Suniops blandus es una especie de coleóptero de la familia Attelabidae.

## Distribución geográfica
Habita en Vietnam.